# Dyscia emucidaria
Dyscia emucidaria är en fjärilsart som beskrevs av Jacob Hübner 1790. Dyscia emucidaria ingår i släktet Dyscia och familjen mätare. Inga underarter finns listade i Catalogue of Life.